# Margareta von Ypern
Margareta von Ypern (* 1216 in Ypern; † 20. Juli 1237 ebenda) war eine flämische Mystikerin und Dominikanerterziarin. Sie wird in der römisch-katholischen Kirche als  Selige verehrt; ihr Fest wird am 20. Juli gefeiert.

## Leben
Thomas von Cantimpré verfasste zwischen 1240 und 1244 eine Vita der Margareta von Ypern nach dem Bericht des Dominikanerpredigers Siger von Lille, der Margareta spirituell angeleitet hatte. Diese Schrift ist die Hauptquelle für ihr Leben. Margareta entstammte einer gutbürgerlichen Familie Yperns. Sie war erst vier Jahre alt, als ihr Vater starb. Daraufhin zog sie mit ihrer Mutter und ihren drei Schwestern zu einem Onkel, der in der Nähe als Pfarrer tätig war. Er ließ der kleinen Margareta eine gute Ausbildung in einer Klosterschule zuteilwerden. Sie soll schon als Fünfjährige wegen ihrer Devotion für die Eucharistie zur Kommunion zugelassen worden sein. Ferner geißelte sie sich, um die Leiden Christi nachzuempfinden. Auch das strenge Fasten gehörte zu ihren religiösen Praktiken. Sie betete außer dem kanonischen Stundengebet auch damals beliebte Abfolgen von Vaterunser und Ave Maria in einer Form, die bereits auf den Rosenkranz vorausdeutete.
Siger von Lille wurde um 1234 auf Margareta aufmerksam. Unter seinem Einfluss beschloss sie, etwa in ihrem 18. Lebensjahr stehend, keine Ehe einzugehen, sondern eine Bußschwester zu werden. In dieser Eigenschaft wollte sie ein Leben in strikter Askese führen. Alle zwei Wochen ging sie zur Kommunion, während der allgemeine Durchschnittswert bei drei Mal pro Jahr lag. Margareta wurde der Mittelpunkt einer Gruppe geistlicher Freundinnen, die wie sie als Büßerinnen lebten. Sie soll Traumvisionen sowie Erscheinungen Christi, Marias und Heiliger gehabt haben. Laut Thomas von Cantimpré lenkte sie durch ihr tief spirituelles Leben u. a. die Aufmerksamkeit der Gräfin Margarete von Flandern auf sich. Ihre entbehrungsreiche Lebensweise zog ihr eine lange Krankheit zu. Sie starb 1237 im Alter von nur 21 Jahren.